# Mike Davis (sociólogo)
Mike Davis (Fontana, California, 10 de marzo de 1946-San Diego, California, 25 de octubre de 2022) fue un historiador, geógrafo, teórico urbano y activista político marxista estadounidense.
Empezó como obrero en los mataderos, luego hizo estudios y se interesó al marxismo.  Fue más famoso por sus investigaciones sobre la lucha de clases a través del estudio de los problemas de impuestos territoriales de Los Ángeles (Ciudad de Cuarzo), la extensión de favelas (Planeta de ciudades miseria) y la militarización de la vida social a través de medidas de seguridad extremas.
Fue profesor de historia en la Universidad de California en Riverside. También fue miembro del comité de redacción de la New Left Review y de Sin Permiso, así como colaborador de la Socialist Review, revista del Socialist Workers Party inglés.

## Obra
- Ciudad de Cuarzo: Arqueología del Futuro en Los Ángeles. Lengua de Trapo, 2003.
- El carro de Buda. El Viejo Topo, 2006.
- Los holocaustos de la Era Victoriana tardía: el niño, las hambrunas y la formación del Tercer Mundo. Universitat de València, 2006.
- Planeta de Ciudades Miseria. Foca Ediciones, 2007.
- Nadie es ilegal: Combatiendo el Racismo y la Violencia de Estado en la Frontera (con Justin Akers Chacón). Haymarket Books, 2016.
- El desierto que viene. La ecología de Kropotkin. VIRUS Editorial, 2017
- Control urbano. Más allá de Blade Runner. VIRUS Editorial, 2001, reeditado en 2020
- Llega el monstruo. COVID-19, gripe aviar y las plagas del capitalismo. Capitán Swing, 2020

### Libros
No ficción
- Beyond Blade Runner: Urban Control, The Ecology of Fear (1992)
- Prisoners of the American Dream: Politics and Economy in the History of the U.S. Working Class (1986, 1999)
- City of Quartz: Excavating the Future in Los Angeles (1990, 2006)
- ¿Quién mató a Los Ángeles? (1994, solo en castellano)
- Ecology of Fear: Los Angeles and the Imagination of Disaster (1998)
- Casino Zombies: True Stories From the Neon West (1999, solo en alemán)
- Magical Urbanism: Latinos Reinvent the U.S. Big City (2000)
- Late Victorian Holocausts: El Niño Famines and the Making of the Third World (2001)
- The Grit Beneath the Glitter: Tales from the Real Las Vegas, edited with Hal Rothman (2002)
- Dead Cities, And Other Tales (2003)
- Under the Perfect Sun: The San Diego Tourists Never See, with Jim Miller and Kelly Mayhew (2003)
- Cronache Dall’Impero (2005, solo en italiano)
- The Monster at Our Door: The Global Threat of Avian Flu (2005)
- Planet of Slums: Urban Involution and the Informal Working Class (2006)
- No One Is Illegal: Fighting Racism and State Violence on the U.S.-Mexico Border, con Justin Akers Chacon (2006)
- Buda's Wagon: A Brief History of the Car Bomb (2007)
- In Praise of Barbarians: Essays against Empire (2007)[5]
- Evil Paradises: Dreamworlds of Neoliberalism, editó con Daniel Bertrand Monk (2007)

Ficción
- Islands Mysterious: Where Science Rediscovers Wonder – a Trilogy, ilustrado por William Simpson
  - 1. Land of the Lost Mammoths (2003)
  - 2. Pirates, Bats, and Dragons (2004)
  - 3. Spider Vector (forthcoming)

### Artículos y ensayos
- «The Democrats after November». New Left Review (New Left Review) II (43). enero–febrero de 2007.
- «Fear and money in Dubai». New Left Review (New Left Review) II (41): 47-68. septiembre–octubre de 2006.
- «Who Is Killing New Orleans?». The Nation. 10 de abril de 2006.
- «The Winged Killer Flies In». Red Pepper. diciembre de 2005.
- «Twenty-five questions about the murder of New Orleans». TomDispatch.com. 27 de septiembre de 2005.
- «Monster at our door». TomDispatch.com. 16 de agosto de 2005.
- «A paradise built on oil». TomDispatch.com. 14 de julio de 2005.
- «Vigilante man». TomDispatch.com. 6 de mayo de 2005.
- «Political sidelining of Blacks». TomDispatch.com. 23 de septiembre de 2004.
- «Remembering Bill and Ivan». Z Magazine. 7 de junio de 2004.
- «Planet of slums». New Left Review (New Left Review) II (26). marzo–abril de 2004.
- «Believer Interview». The Believer. febrero de 2004.
- «The great Californian fire». TomDispatch.com. 27 de octubre de 2003.
- «The Californian recall». TomDispatch.com. 3 de septiembre de 2003.
- «The flames of New York». New Left Review (New Left Review) II (12). noviembre–diciembre de 2001.
- «Urban renaissance and the spirit of postmodernism». New Left Review (New Left Review) I (151): 106-113. mayo–junio de 1985.
- Davis, Mike (mayo–junio de 1985). «Urban renaissance and the spirit of postmodernism». New Left Review (New Left Review) I (151): 106-113.